# The Killing of Georgie (Part I and II)
The Killing of Georgie (Part I and II) è un singolo del 1976 del cantante rock britannico Rod Stewart, estratto dall'album A Night on the Town.
Il brano, diviso in due parti, narra la storia di un omosessuale ucciso a New York negli anni '70. La Parte I divenne la hit più popolare e fu mescolata alla più dolorosa e sommessa Parte II. La canzone fu pubblicata come singolo nell'agosto del 1976, e rimase per dieci settimane nella UK Singles Chart, raggiungendo al suo massimo la posizione numero 2. Nel resto del mondo, tra l'altro, si è classifica 25ª nei Paesi Bassi, 30ª negli Stati Uniti, e 33ª in Canada.

## Testo
Il brano racconta le vicende di un amico gay del narratore, Georgie. La canzone segue quest'ultimo attraverso la sua vita. Quando Georgie rivela la propria omosessualità ai genitori, suo padre si chiede: "Come può mio figlio non essere eterosessuale | Dopo tutto ciò che ho detto e fatto per lui?" Georgie, cacciato di casa, si dirige quindi verso New York, ove raggiunge successo e popolarità nell'alta società di Manhattan, divenendo "l'idolo della Great White Way".
Il narratore gli fa visita nell'estate del 1975, quando Georgie gli rivela di essere innamorato. Il protagonista della storia partecipa alla première di un musical a Broadway, ma, non avendo interesse a rimanere fino a tardi, lascia "prima dell'inchino finale", attraversando la città. Poco dopo, l'uomo viene attaccato nei pressi della 53ª strada da una banda del New Jersey, che era appostata in auto su una "strada laterale oscurata", ed un ladro finisce per uccidere Georgie inavvertitamente. Il narratore ricorda dunque i consigli datigli da Georgie in merito a vivere in pieno la propria gioventù, prima che questa finisca. La canzone si conclude con il narratore che implora Georgie di restare.
L'anno della morte di Georgie nella canzone è il 1975, ma solo a causa di esigenze rimiche del brano; l'omicidio del reale protagonista si consumò infatti nel 1974.
Nel 1995, Stewart spiegò in un'intervista sulla rivista Mojo: "Questa era una storia vera di un amico gay dei Faces: era particolarmente vicino a me ed a Mac, ma fu accoltellato o sparato, non ricordo quale delle due. Fu una canzone che scrissi tutta da solo". Quando gli fu chiesto di scrivere una canzone su un omosessuale, Stewart disse: "Probabilmente è dovuto al fatto che ero circondato da persone gay in quella fase. Avevo un PR gay, un manager gay. Ognuno attorno a me era omosessuale. Non so se ciò mi abbia spinto o meno. Penso che fosse un passo coraggioso, ma non un rischio. Non si può scrivere una canzone del genere, a meno che tu non l'abbia vissuto. Ma era un tema che nessuno aveva mai affrontato prima. E penso sia ancora attuale".

## Classifiche
| Classifica (1976/77) | Posizione massima |
| -------------------- | ----------------- |
| Australia            | 38                |
| Canada               | 33                |
| Germania             | 36                |
| Paesi Bassi          | 25                |
| Regno Unito          | 2                 |
| Stati Uniti          | 30                |